# Mistrovství světa v ledním hokeji žen 1999
Mistrovství světa v ledním hokeji žen 1999 se konalo od 8. dubna do 14. dubna 1999 ve finských městech Espoo a Vantaa. Mistrem světa se stal výběr hokejistek z Kanady.

## Kvalifikace Mistrovství světa A 1999
Pět týmů se kvalifikovalo z předchozího Mistrovství světa v ledním hokeji žen 1997 (Kanada, USA, ČLR, Švédsko, Finsko) a doplnily je tři celky z dvoufázové kvalifikace. Do její druhé fáze postoupily přímo celky z 6. – 8. místa z předchozího Mistrovství světa v ledním hokeji žen 1997 a z 6. – 8. místa z Mistrovství Evropy v ledním hokeji žen 1996. Do první fáze postoupily celky z 9. – 12. místa z Mistrovství Evropy v ledním hokeji žen 1996. 7 týmů, které z kvalifikace nepostoupily pak spolu s Japonskem vytvořily skupinu B Mistrovství světa v roce 1999.

### První fáze

#### Tabulka
| P  | Tým        | Z | V | R | P | VG | IG | GZ  | B |
| -- | ---------- | - | - | - | - | -- | -- | --- | - |
| 1. | Česko      | 3 | 3 | 0 | 0 | 17 | 6  | +11 | 6 |
| 2. | Francie    | 3 | 2 | 0 | 1 | 12 | 6  | +2  | 4 |
| 3. | Slovensko  | 3 | 1 | 0 | 2 | 7  | 10 | -3  | 2 |
| 4. | Nizozemsko | 3 | 0 | 0 | 3 | 3  | 17 | -14 | 0 |

#### Zápasy
| 27. ledna, 1998 | Česko | 6 – 2 (2-0, 2-0, 3-2) | Nizozemsko | Patinoire de Colmar, Colmar |  |

| 27. ledna, 1998 | Francie | 3 – 1 (2-0, 1-1, 1-0) | Slovensko | Patinoire de Colmar, Colmar |  |

| 28. ledna, 1998 | Slovensko | 2 – 7 (1-1, 1-3, 0-3) | Česko | Patinoire de Colmar, Colmar |  |

| 28. ledna, 1998 | Nizozemsko | 1 – 7 (0-4, 1-2, 0-1) | Francie | Patinoire de Colmar, Colmar |  |

| 29. ledna, 1998 | Nizozemsko | 0 – 4 (0-2, 0-1, 0-1) | Slovensko | Patinoire de Colmar, Colmar |  |

| 29. ledna, 1998 | Česko | 4 – 2 (1-0, 3-1, 0-1) | Francie | Patinoire de Colmar, Colmar |  |

### Druhá fáze

#### Tabulka skupiny A
| P  | Tým     | Z | V | R | P | VG | IG | GZ  | B |
| -- | ------- | - | - | - | - | -- | -- | --- | - |
| 1. | Německo | 3 | 3 | 0 | 0 | 26 | 1  | +25 | 6 |
| 2. | Rusko   | 3 | 2 | 0 | 1 | 18 | 7  | +11 | 4 |
| 3. | Francie | 3 | 1 | 0 | 2 | 3  | 25 | -22 | 2 |
| 4. | Dánsko  | 3 | 0 | 0 | 3 | 3  | 17 | -14 | 0 |

#### Zápasy skupiny A
| 23. března, 1998 | Rusko | 14 – 1 (3-0, 2-1, 9-0) | Francie | Bundesleistungszentrum, Füssen |  |

| 23. března, 1998 | Dánsko | 0 – 12 (0-1, 0-6, 0-5) | Německo | Bundesleistungszentrum, Füssen |  |

| 24. března, 1998 | Dánsko | 1 – 2 (0-1, 0-1, 1-0) | Francie | Bundesleistungszentrum, Füssen |  |

| 24. března, 1998 | Německo | 4 – 1 (1-0, 2-1, 1-0) | Rusko | Bundesleistungszentrum, Füssen |  |

| 25. března, 1998 | Rusko | 3 – 2 (0-0, 2-0, 1-2) | Dánsko | Bundesleistungszentrum, Füssen |  |

| 25. března, 1998 | Francie | 0 – 10 (2-0, 6-0, 2-0) | Německo | Bundesleistungszentrum, Füssen |  |

#### Tabulka skupiny B
| P  | Tým       | Z | V | R | P | VG | IG | GZ  | B |
| -- | --------- | - | - | - | - | -- | -- | --- | - |
| 1. | Švýcarsko | 3 | 3 | 0 | 0 | 16 | 2  | +14 | 6 |
| 2. | Norsko    | 3 | 1 | 1 | 1 | 9  | 9  | 0   | 3 |
| 3. | Česko     | 3 | 1 | 1 | 1 | 4  | 6  | -2  | 3 |
| 4. | Lotyšsko  | 3 | 0 | 0 | 3 | 2  | 14 | -12 | 0 |

#### Zápasy skupiny B
| 23. března, 1998 | Norsko | 6 – 0 (2-0, 3-0, 1-0) | Lotyšsko | Sportcenter, Huttwil |  |

| 23. března, 1998 | Švýcarsko | 3 – 0 (0-0, 2-0, 1-0) | Česko | Sportcenter, Huttwil |  |

| 24. března, 1998 | Norsko | 2 – 2 (0-1, 0-0, 2-1) | Česko | Sportcenter, Huttwil |  |

| 24. března, 1998 | Lotyšsko | 1 – 6 (0-1, 1-3, 1-2) | Švýcarsko | Sportcenter, Huttwil |  |

| 25. března, 1998 | Česko | 2 – 1 (0-0, 1-1, 1-0) | Lotyšsko | Sportcenter, Huttwil |  |

| 25. března, 1998 | Švýcarsko | 7 – 1 (2-0, 3-1, 2-1) | Norsko | Sportcenter, Huttwil |  |

#### O třetí místo
O třetí místo zajišťující účast v elitní skupině se střetly celky, které se ve druhé fázi umístily na druhých místech ve skupinách. Zápas se hrál v Zuchwilu ve Švýcarsku.
| 27. března, 1998 | Rusko | 6 – 1 (1-0, 4-1, 1-0) | Norsko | Sportcenter, Zuchwil |  |

## Mistrovství světa A - 1999

### Hrací formát turnaje
Osm účastníků turnaje bylo rozděleno na dvě čtyřčlenné skupiny. Zde týmy sehráli v rámci své skupiny jeden zápas každý s každým. První dva týmy s nejvíce body postoupily dále do medailových kol, kdežto zbylé dva hráli o konečné umístění v tabulce.

### Skupina A

#### Tabulka
| P  | Tým     | Z | V | R | P | VG | IG | GZ  | B |
| -- | ------- | - | - | - | - | -- | -- | --- | - |
| 1. | USA     | 3 | 3 | 0 | 0 | 27 | 2  | +20 | 6 |
| 2. | Švédsko | 3 | 2 | 0 | 1 | 10 | 12 | -2  | 4 |
| 3. | Čína    | 3 | 0 | 1 | 2 | 4  | 11 | -7  | 2 |
| 4. | Rusko   | 3 | 0 | 1 | 2 | 2  | 20 | -18 | 0 |

#### Zápasy
Všechny časy jsou místní (URC+2)
| 8. dubna, 1999 16:30 | USA | 10 – 2 ( 2 - 2, 4 - 0, 4 - 0) | Rusko                       | Espoo |  |
| Looney 08:08 Schmidgall 17:57 Granato 26:03 Bye 31:53 Schmidgall 34:43 Wendell 35:29 Looney 44:02 King 46:11 Fisher 53:35 Dunn 53:51 | Looney 08:08 Schmidgall 17:57 Granato 26:03 Bye 31:53 Schmidgall 34:43 Wendell 35:29 Looney 44:02 King 46:11 Fisher 53:35 Dunn 53:51 |                               | 14:22 Tsareva 16:01 Bourina |       |  |

| 8. dubna, 1999 16:30 | Čína | 1 – 3 | Švédsko | Vantaa |  |

| 9. dubna, 1999 20:00 | Švédsko | 0 – 11 ( 0 - 3, 0 - 4, 0 - 4) | USA | Vantaa |  |
|                      |         |                               | 00:58 Ruggiero 6:35 Schmidgall 19:33 O'Sullivan 27:05 Bye 29:05 Merz 34:50 Grantato 36:34 King 43:27 Dunn 44:11 Granato 46:21 King 58:11 Wendell |        |  |

| 9. dubna, 1999 20:00 | Finsko | 9 – 0 | Švýcarsko | Espoo |  |

| 11. dubna, 1999 16:30 | Rusko | 0 – 7 | Švédsko | Espoo |  |

| 11. dubna, 1999 20:00                                                  | USA | 6 – 0 ( 1 - 0, 2 - 0, 3 - 0) | Čína | Vantaa |  |
| King 12:15 Schmidgall 25:59 Bye 36:52 Bye 42:20 Fisher 56:33 Bye 58:36 |     |                              |      |        |  |

### Skupina B

#### Tabulka
| P  | Tým       | Z | V | R | P | VG | IG | GZ  | B |
| -- | --------- | - | - | - | - | -- | -- | --- | - |
| 1. | Kanada    | 3 | 3 | 0 | 0 | 25 | 0  | +25 | 6 |
| 2. | Finsko    | 3 | 2 | 0 | 1 | 16 | 1  | +15 | 4 |
| 3. | Německo   | 3 | 1 | 0 | 2 | 5  | 26 | -21 | 2 |
| 4. | Švýcarsko | 3 | 0 | 0 | 3 | 4  | 22 | -18 | 0 |

#### Zápasy
Všechny časy jsou místní (URC+2)
| 8. dubna, 1999 20:00 | Kanada | 10 – 0 ( 2 - 0 , 6 - 0 , 2 - 0 ) | Švýcarsko | Vantaa |  |
| Wickenheiser 13:00 Goyette 13:30 Wickenheiser 27:56 Hefford 30:50 Sunohara 31:34 Campbell 31:45 Dupuis 37:38 Benoit 38:27 Campbell 45:55 Hefford 49:43 |        |                                  |           |        |  |

| 8. dubna, 1999 20:00 | Finsko | 9 – 0 | Švédsko | Espoo |  |

| 9. dubna, 1999 16:30 | Německo | 0 – 13 ( 0 - 4 , 0 - 6 , 0 - 3 ) | Kanada | Espoo |  |
|                      |         |                                  | 03:43 Drolet 06:43 Wickenheiser 08:23 Ouellette 10:34 St-Louis 22:05 Drolet 27:52 Hefford 31:16 Kellar 33:50 Heaney 35:13 Hefford 39:30 Heaney 51:41 Rivard 54:46 Goyette 57:07 Botterill |       |  |

| 9. dubna, 1999 16:30 | Čína | 3 – 2 | Rusko | Vantaa |  |

| 11. dubna, 1999 20:00 | Švýcarsko | 4 – 5 ( 0 - 0 , 1 - 0 , 0 - 0 ) | Německo | Vantaa |  |

| 11. dubna, 1999 20:00 | Kanada | 1 – 0 | Finsko | Espoo |  |
| Sunohara 26:00        |        |       |        |       |  |

### Playoff

#### O udržení
| 12. dubna, 1999 16:30 | Německo | 2 – 6 | Rusko | Vantaa |  |

| 12. dubna, 1999 19:30 | Čína | 3 – 2 | Švýcarsko | Vantaa |  |

#### O 7. místo
| 14. dubna, 1999 16:00 | Německo | 3 – 0 | Švýcarsko | Vantaa |  |

#### O 5. místo
| 14. dubna, 1999 14:00 | Rusko | 1 – 4 | Čína | Vantaa |  |

#### Semifinále
| 13. dubna, 1999 14:00                                  | Kanada                                                 | 4 – 1 ( 1 - 0 , 1 - 1 , 2 - 0 ) | Švédsko       | Espoo |  |
| Drolet 18:14 Drolet 30:18 Hefford 47:27 St-Louis 57:10 | Drolet 18:14 Drolet 30:18 Hefford 47:27 St-Louis 57:10 |                                 | 26:17 Mansson |       |  |

| 13. dubna, 1999 19:30                     | USA                                       | 3 – 1 ( 0 - 1 , 2 - 0 , 1 - 0) | Finsko         | Espoo |  |
| Darwitz 26:46 Darwitz 36:27 Wendell 55:00 | Darwitz 26:46 Darwitz 36:27 Wendell 55:00 |                                | 19:58 Hanninen |       |  |

#### O 3. místo
| 14. dubna, 1999 14:00 | Finsko | 8 – 2 | Švédsko | Espoo |  |

#### Finále
| 14. dubna, 1999 18:00 | Kanada | 3 – 1 | USA | Espoo |  |

### Konečné pořadí
| Místo            | Tým       |
| ---------------- | --------- |
| Zlatá medaile    | Kanada    |
| Stříbrná medaile | USA       |
| Bronzová medaile | Finsko    |
| 4.               | Švédsko   |
| 5.               | Čína      |
| 6.               | Rusko     |
| 7.               | Německo   |
| 8.               | Švýcarsko |

## Mistrovství světa B - 1999
Sedm týmů, které z kvalifikace nepostoupily pak spolu s Japonskem vytvořily výkonnostně nižší skupinu B pro rok 1999, která se odehrála v Colmaru ve Francii.

### Základní skupiny
|     | Skupina A  | Japonsko | Norsko | Dánsko    | Lotyšsko   | V | R | P | VG | OG | B |
| A1. | Japonsko   | ***      | 4:0    | 6:0       | 6:2        | 3 | 0 | 0 | 16 | 2  | 6 |
| A2. | Norsko     | 0:4      | ***    | 2:4       | 3:0        | 1 | 0 | 2 | 5  | 8  | 2 |
| A3. | Dánsko     | 0:6      | 4:2    | ***       | 1:3        | 1 | 0 | 2 | 5  | 11 | 2 |
| A4. | Lotyšsko   | 2:6      | 0:3    | 3:1       | ***        | 1 | 0 | 2 | 5  | 10 | 2 |
|     | Skupina B  | Francie  | Česko  | Slovensko | Nizozemsko | V | R | P | VG | OG | B |
| B1. | Francie    | ***      | 2:2    | 3:0       | 9:1        | 2 | 1 | 0 | 14 | 3  | 5 |
| B2. | Česko      | 2:2      | ***    | 3:2       | 9:0        | 2 | 1 | 0 | 14 | 4  | 5 |
| B3. | Slovensko  | 0:3      | 2:3    | ***       | 4:2        | 1 | 0 | 2 | 6  | 8  | 2 |
| B4. | Nizozemsko | 1:9      | 0:9    | 2:4       | ***        | 0 | 0 | 3 | 3  | 22 | 0 |

### Semifinále
|  | 1. semifinále | Japonsko | 2:1 | Česko      |
|  | 2. semifinále | Norsko   | 3:2 | Francie    |
|  | 5. – 8. místo | Dánsko   | 9:1 | Nizozemsko |
|  | 5. – 8. místo | Lotyšsko | 8:0 | Slovensko  |

### Finále a zápasy o umístění
|    | Finále     | Japonsko  | Norsko     |
| 1. | Japonsko   | ***       | 7:1        |
| 2. | Norsko     | 1:7       | ***        |
|    | o 3. místo | Francie   | Česko      |
| 3. | Francie    | ***       | 5:4        |
| 4. | Česko      | 4:5       | ***        |
|    | o 5. místo | Lotyšsko  | Dánsko     |
| 5. | Lotyšsko   | ***       | 5:3        |
| 6. | Dánsko     | 3:5       | ***        |
|    | o 7. místo | Slovensko | Nizozemsko |
| 7. | Slovensko  | ***       | 8:7        |
| 8. | Nizozemsko | 7:8       | ***        |

## Kvalifikace Mistrovství světa B - 2000
Zbývající přihlášené týmy se střetly v kvalifikaci o skupinu B v roce 2000.

### Evropa a Afrika
Evropsko-africká kvalifikace byla odehraná v Székesfehérváru v Maďarsku.
|    | Skupina A      | Itálie | Velká Británie | Maďarsko | JAR  | V | R | P | VG | OG | B |
| 1. | Itálie         | ***    | 4:1            | 8:1      | 7:1  | 3 | 0 | 0 | 19 | 3  | 6 |
| 2. | Velká Británie | 1:4    | ***            | 9:1      | 22:0 | 2 | 0 | 1 | 32 | 5  | 4 |
| 3. | Maďarsko       | 1:8    | 1:9            | ***      | 6:0  | 1 | 0 | 2 | 8  | 17 | 2 |
| 4. | JAR            | 1:7    | 0:22           | 0:6      | ***  | 0 | 0 | 3 | 1  | 35 | 0 |

### Asie
Asijská kvalifikace se hrála formou zápasů doma a venku v Pchjongjangu v Severní Koreji a v Almaty v Kazachstánu.
|    | Finále        | Kazachstán | Severní Korea |
| 1. | Kazachstán    | ***        | 4:3, 5:0      |
| 2. | Severní Korea | 3:4, 0:5   | ***           |